# System górski
System górski – zbiór równowiekowych łańcuchów górskich powstałych w wyniku wypiętrzenia skorupy ziemskiej w tym samym okresie geologicznym.